# Craig Brown (futbolista)
James Craig Brown (Glasgow, Escocia, 1 de julio de 1940-Ayr, Escocia, 26 de junio de 2023) fue un futbolista y entrenador británico.

## Carrera deportiva
Jugaba como Extremo y pasó su carrera en los clubes Rangers, Dundee y Falkirk, trayectoria marcada por las lesionas.
Tras su retiro, comenzó su carrera como entrenador en el Clyde en 1977. Fue el entrenador de la selección de Escocia entre 1993 y 2001, logrando clasificar al seleccionado a la Eurocopa 1996 y la Copa Mundial de Fútbol de 1998.
Luego dirigió clubes de Inglaterra y Escocia, como último club el Aberdeen que dirigió entre 2010 y 2013.
En 1999 fue condecorado como Comendador de la Orden del Imperio Británico por sus méritos en el fútbol.

## Clubes

### Como jugador
| Club                       | País    | Año       |
| -------------------------- | ------- | --------- |
| Rangers                    | Escocia | 1957-1961 |
| Coltness United (préstamo) | Escocia | 1957-1958 |
| Dundee (préstamo)          | Escocia | 1960-1961 |
| Dundee                     | Escocia | 1961-1965 |
| Falkirk                    | Escocia | 1965-1967 |

### Como entrenador
| Club                        | País       | Año       |
| --------------------------- | ---------- | --------- |
| Clyde                       | Escocia    | 1977-1986 |
| Selección sub-21 de Escocia | Escocia    | 1986-1993 |
| Selección de Escocia        | Escocia    | 1993-2001 |
| Preston North End           | Inglaterra | 2002-2004 |
| Motherwell                  | Escocia    | 2009-2010 |
| Aberdeen                    | Escocia    | 2010-2013 |

## Palmarés

### Títulos nacionales
| Título                                   | Club   | País    | Año       |
| ---------------------------------------- | ------ | ------- | --------- |
| Liga escocesa de fútbol                  | Dundee | Escocia | 1961-1962 |
| Scottish Football League Second Division | Clyde  | Escocia | 1977-78   |
| Scottish Football League Second Division | Clyde  | Escocia | 1981-82   |

### Distinciones individuales
| Distinción                                         | Año   |
| -------------------------------------------------- | ----- |
| Incluido en el Salón de la Fama del Fútbol Escocés | 2010  |
| Incluido en el Salón de la Fama del Clyde FC       | [ 8 ] |